# Landet för längesedan
Landet för längesedan (engelska: The Land Before Time) är en amerikansk animerad långfilm från 1988 regisserad av Don Bluth. Den utspelar sig i slutet av kritaperioden på Jorden när dinosaurierna levde.

## Handling
Huvudrollen är den lille långhals (Apatosaurus)ungen Lillefot ("Littlefoot"), vars mamma dör under en kamp mot en vasstand (Tyrannosaurus rex). Torka och klimatförändringar råder och han måste klara sig själv för att ta sig till den enda plats på Jorden där mat och vatten fortfarande finns kvar, Den stora dalen. På vägen möter han stormunnen (Parasaurolophus) Kvacki, flygaren (Pteranodon) Petri, den stumme taggstjärten (Stegosaurus) Tagg och den kaxiga trehorningen (Triceratops) Cera som också har kommit bort ifrån sina föräldrar. De följer med honom på resan till dalen, men vägen dit är lång och svår och de stöter på hinder i form av vasständer, vulkaner, sjunkhål, hunger men också av gräl i gruppen. Men under resan lär de sig också om samarbete och om vikten av att hålla ihop.

## Om filmen
Filmen är regisserad av den före detta Disneyanimatören Don Bluth och är producerad av George Lucas och Steven Spielberg samt alla de andra som gjorde Resan till Amerika. Filmen blev en stor succé bland barn, trots den lite mörka animationen och det grymma manuset som bland annat innehöll våld och skräck. Den skulle ha varit längre, men hela 19 scener togs bort på grund av att de var alldeles för våldsamma, enligt producenterna Spielberg och Lucas. Mot Bluths vilja klipptes sammanlagt hela 10 minuter av filmen bort, vilket ledde till att den blev den kortaste långfilm som Bluth regisserat.

## Övrigt
Det var George Lucas idé att karaktären Cera skulle vara en flicka.
Filmens ledmotiv "If We Hold on Together" sjöngs av Diana Ross och bakgrundsmusiken komponerades av den Oscars-belönta kompositören James Horner.
En av barnskådisarna bakom de amerikanska rösterna, Judith Barsi, mördades i juli 1988, strax innan filmen hade premiär. Hennes roll som dinosaurieungen Kvacki ("Ducky") blev en av hennes sista filmroller, hennes favoritroll enligt henne själv.
Den 18 november 1988 hade filmen biopremiär i USA, samma dag som Disneys Oliver & gänget. I kampen om flest biobesökare, var det Bluths film som tog hem segern.
I Sverige hade filmen inte premiär förrän ett år senare; 15 december 1989. Doreen Denning stod för den svenskspråkiga dubbningen.
Sedan mitten av 1990-talet och framåt har filmen fått 13 uppföljare och en tv-serie, som alla är, till skillnad från originalet, färggladare, innehåller musikalsånger, sensmoraler och är varken producerade av Lucas/Spielberg eller regisserade av Bluth. Dessutom har uppföljarna givits ut direkt till video och inte visats på biograferna i Sverige.

## Röster i urval
| Figur            | Originalröst   | Svensk röst           |
| ---------------- | -------------- | --------------------- |
| Lillefot         | Gabriel Damon  | Samuel Elers-Svensson |
| Cera             | Candace Hutson | Hanna Alström         |
| Kvacki           | Judith Barsi   | Cecilia Olin          |
| Petrie           | Will Ryan      | Sven Erik Vikström    |
| Berättare        | Pat Hingle     | Olof Thunberg         |
| Rooter           | Pat Hingle     | Sture Hovstadius      |
| Lillefots mamma  | Helen Shaver   | Gunnel Fred           |
| Ceras pappa      | Burke Byrnes   | Stephan Karlsén       |
| Lillefots morfar | Bill Erwin     |                       |